# Miguel B. Royo Salvador
Miguel Bautista Royo Salvador (Zaragoza, 1950) es un médico e investigador español en el campo de las enfermedades relacionadas con el Síndrome de Arnold Chiari I, la Siringomielia y la Escoliosis idiopática.

## Biografía
licenciado en Medicina y Cirugía por la Universidad de Barcelona, en 1974 se especializó en neurología y neurocirugía en 1979, doctorándose cum laude en 1993 en la Universidad Autónoma de Barcelona con la tesis “Aportación a la etiología de la Siringomielia”.
Inició su carrera profesional en 1979 como neurología y neurocirugía en diferentes hospitales catalanes: Hospital de la Cruz Roja en Tarragona, Instituto Neurológico Municipal de Barcelona, Clínica Tres Torres, Clínica Corachán, Mutua Universal, Clínica San Jordi y Hospital Cima. 
En 2008 fundó el Institut Chiari & Siringomielia & Escoliosis de Barcelona, S.L., del que es Director y actualmente dirige diferentes líneas de investigación relacionadas con la Enfermedad del Filum y su expresión clínica, como el Síndrome Neuro-Cráneo-Vertebral.
Actualmente compatibiliza sus tareas investigadoras con la formación clínica y quirúrgica y la Presidencia del Patronato de la Chiari & Scoliosis & Syringomyelia Fundación Privada y la Filum Academy Barcelona.

## Investigaciones
El trabajo de Royo Salvador se ha centrado sobre todo en el estudio de las causas que originan tres enfermedades hasta la fecha de origen desconocido, como son el Síndrome de Arnold Chiari I, la Siringomielia y la Escoliosis idiopáticas.
En 1990 y gracias a poder contar con los estudios de la primera Resonancia Magnética que se instaló en España (Centre Mèdic de Resonancia Magnètica de Barcelona), llegó a la conclusión –que posteriormente reflejaría en su tesis doctoral– que en la Siringomielia Idiopática existía una fuerza axial y caudal transmitida por la médula espinal y el Filum terminale, que causaba una isquemia o falta de irrigación sanguínea centromedular, que conlleva una necrosis tisular de predominio centromedular, y mediante un proceso parecido al que se produce en la porencefalia; se rellenaba de líquido intersticial y solo en una última fase por fistulización, se intercambiaba por Líquido cefalorraquídeo.
Otra de las conclusiones a las que llevó este estudio fue la deducción de que las tres enfermedades: Síndrome de Arnold Chiari I, la Siringomielia y la Escoliosis idiopáticas, son expresiones clínicas de una misma enfermedad, al compartir una misma causa, enfermedad que más tarde denominó Enfermedad del Filum.
Desde el año 1993, Miguel B. Royo Salvador ha sido invitado a numerosas reuniones científicas en Europa y EE. UU. donde ha podido mostrar sus hallazgos.

## Publicaciones
- Royo-Salvador, M.B.; Fiallos-Rivera, M.V.; Salca, H.C.; Ollé Fortuny, G. (2020), The Filum disease and the Neuro-Craniovertebral syndrome: definition, clinical picture and imaging features, 20:175, BMC Neurology.
- Royo-Salvador, M.B.; Fiallos-Rivera, M.V.; Salca, H.C. (2019 Nov), Caudal Traction as a Pathogenetic Mechanism of Chiari Malformation Type I, [ONLINE FIRST] IntechOpen DOI: 10.5772/intechopen.90044.
- Royo-Salvador, M.B.; Sole-Llenas, J.; Domenech, J.M.; Gonzalez-Adrio, R. (2005 May), Results of the section of the filum terminale in 20 patients with syringomyelia, scoliosis and Chiari malformation (PDF) 147 (5), Acta Neurochir (Wien), pp. 515-23; discussion 523.
- Royo-Salvador, M.B. (1999), Referring to the posterior fossa cranioectomy and tonsillar resection in order to treat Chiari I malformation with syringomyelia (PDF) 141 (9), Acta Neurochir (Wien), pp. 1020-1.
- Royo-Salvador, M.B. (1999 Nov), Tonsillectomy as a treatment of Chiari I malformation with syringomyelia 45 (4), Neurochirurgie, pp. 338-9.
- Royo-Salvador, M.B. (1999), "Pseudo" idiopathic scoliosis in syringomyelia (PDF) 8 (5), Eur Spine J., p. 421.

## Premios y reconocimientos
- Académico Numerario por la Ilustre Academia de Ciencias de la Salud Ramón y Cajal[3] (2019).

- Premio Dr. Gómez Ulla a la Excelencia Sanitaria 2019 por el Instituto de Excelencia Profesional[4] (2019).